# نباهت چهره
نباهت چهره (تلفظ ترکی استانبولی: [neba'hat tʃeh'ɾe]، زاده ۱۵ مارس ۱۹۴۴) بازیگر سینما و تلویزیون و ملکه زیبایی ترکیه است. از بازی‌های معروف او می‌توان در سریال حریم سلطان در نقش عایشه حفصه سلطان، مادر سلطان سلیمان قانونی و همچنین در سریال عشق ممنوع در نقش فیروزه مادر بیهتر (سمر) و مادر الیف (لطیفه) در سریال کارا پارا اشک (لطیفه) می‌توان نام برد. او همچنین در سریال عشق در نقش مادر شبنم ایفای نقش کرده است. او به نمایندگی از کشور ترکیه در مراسم دوشیزه دنیا ۱۹۶۰ که در تئاتر لایسیوم در لندن، انگلستان برگزار میشد شرکت کرد ولی مقامی کسب نکرد. 